# Pedinocerops radians
Pedinocerops radians är en tvåvingeart som först beskrevs av Walker 1857.  Pedinocerops radians ingår i släktet Pedinocerops och familjen vapenflugor. Inga underarter finns listade i Catalogue of Life.